# Eutelia olivaceiplaga
Eutelia olivaceiplaga is een vlinder uit de familie van de Euteliidae. De wetenschappelijke naam van de soort is voor het eerst geldig gepubliceerd in 1906 door Bethune-Baker.